# Josef Tröger
Josef Tröger (* 25. Mai 1895 in Klobenreuth, heute Kirchendemenreuth; † 2. Oktober 1971 in Weiden in der Oberpfalz) war ein deutscher Politiker der SPD.

## Leben und Beruf
Im Alter von zwei Jahren zog Tröger mit seiner Familie nach Weiden. Seine Lehre zum Maler und seine anschließende Beschäftigung absolvierte er an verschiedenen Orten. Nachdem er im Ersten Weltkrieg als Soldat im Einsatz war, nahm er 1919 eine Tätigkeit im Reichsbahnausbesserungswerk wahr, dort gehörte er dem Betriebsrat an und wurde 1926 zu dessen Vorsitzendem gewählt. Bis zum 12. Mai 1933 war er Geschäftsführer des Deutschen Eisenbahnerverbands im Unterbezirk Weiden. 1933 wurde er entlassen und zeitweilig im KZ Dachau inhaftiert. Im Jahr darauf eröffnete er ein Malergeschäft, 1935 legte er die Meisterprüfung ab. 1944 wurde er erneut verhaftet, diesmal wurde er im KZ Flossenbürg inhaftiert.

## Politik
1912 trat Tröger sowohl in die Gewerkschaftsbewegung als auch in die sozialistische Jugendbewegung ein. Von 1929 bis 1933 gehörte er dem Weidener Stadtrat an. Nach dem Zweiten Weltkrieg wurde er von den US-Besatzungskräften zum zweiten Bürgermeister der Stadt Weiden ernannt, bei der Wiedergründung der Weidener SPD wurde er zu deren stellvertretenden Vorsitzenden gewählt. 1946 war er Mitglied der Verfassunggebenden Landesversammlung in Bayern. Von 1952 bis 1956 war er Ortsvereinsvorsitzender der Weidener SPD.